# Григорьев, Георгий Степанович
Гео́ргий Степа́нович Григо́рьев (1924 — 20 января 1944) — разведчик и диверсант 94-й гвардейской отдельной разведывательной роты (91-я гвардейская Духовщинская стрелковая дивизия, 39-я армия, Западный фронт), гвардии сержант, Герой Советского Союза.

## Биография
Родился в 1924 году в деревне Лошки Можайского уезда Московской губернии в семье крестьянина. После окончания семилетней школы поступил в железнодорожное училище в Люблине.
На фронте с февраля 1942 года. Неоднократно пробирался в тыл противника и участвовал в самых рискованных операциях.
Однажды группе разведчиков во главе с сержантом Григорьевым было дано задание взорвать железнодорожный мост в тылу неприятеля. Перейдя линию фронта, разведчики приблизились к объекту и начали вести наблюдение. Мост очень хорошо охранялся, подойти к нему незаметно было практически невозможно. Долгие часы провели диверсанты в засаде, пока, наконец, не наступил момент, когда гитлеровцы ушли в казарму на обед. На посту остались лишь двое часовых по обеим сторонам моста. Улучив момент, разведчики сняли одного из часовых, установили на мосту заряды и подожгли шнуры. Однако уйти незаметно не получилось, второй часовой заметил отходивших, и открыл по ним огонь. Услышав стрельбу, обедавшие выбежали из казармы. В завязавшейся перестрелке группе Григорьева удалось не подпустить неприятеля к горящим бикфордовым шнурам. Мост был взорван. За проявленные при выполнении этой операции мужество и героизм, сержант Григорьев был награждён орденом Красной Звезды.
В другой раз было приказано перейти линию фронта и, ведя наблюдение за шоссейной дорогой, полученные данные по рации передавать командованию. Благополучно переправившись в тыл врага, разведчики приступили к выполнению задания. Через некоторое время мимо них прошла немецкая танковая колонна. Радист сообщил об этом в штаб. В ответ был получен приказ: «Установить номер танковой дивизии. Взять языка». Бойцы Григорьева успешно выполнили и это задание. Немецкий фельдфебель, строивший противотанковые заграждения, был взят, и его удалось переправить через линию фронта. За успешно проведенную операцию командир группы был представлен к ордену Отечественной войны I степени.
В ночь с 19 на 20 января 1944 года разведчикам Григорьева было приказано пробраться к передовым вражеским позициям в районе деревни Волчки (южнее Витебска) и взять в плен офицера. Разведчикам удалось обнаружить немецкий штаб, захватить живыми двух «языков». В перестрелке Григорьев получил серьёзное ранение. Разведчики были блокированы, единственный путь отступления пролегал через поле, находившееся под обстрелом немецкого дзота. Григорьев, оценив ситуацию, приказал своим людям оставить его и отходить, сам же, собрав последние силы, пробрался к амбразуре и бросился грудью на вражеский пулемёт, заставив его замолчать. Ценой собственной жизни он помог товарищам отойти и увести с собой пленных. В этом бою группой Григорьева также было уничтожено около 20 гитлеровцев.
Гвардии сержант Григорьев стал одним из многих советских воинов Великой Отечественной, повторивших подвиг Александра Матросова. Георгию не было тогда и двадцати лет.
Указом Президиума Верховного Совета СССР от 3 июня 1944 года за образцовое выполнение боевых заданий командования на фронте борьбы с немецко-фашистскими захватчиками и проявленные при этом мужество и героизм гвардии сержанту Григорьеву Георгию Степановичу посмертно присвоено звание Героя Советского Союза.

## Награды

Памятник Г. С. Григорьеву в агрогородке Копти

- Герой Советского Союза — Медаль «Золотая Звезда» (3 июня 1944 года).
- Орден Ленина (3 июня 1944 года).
- Орден Отечественной войны I степени.
- Орден Красной Звезды.

## Память
- На предполагаемой могиле героя в деревне Шапуры Витебского района Витебской области Белоруссии был установлен памятник. После проведения поисковых работ и изучения архивных данных было установлено, что прах героя покоится на воинском кладбище агрогородка Копти. Там в 2013 году на территории Воинского мемориального комплекса имени Ленинского комсомола Герою был установлен новый памятник.
- Имя Героя присвоено базовой школе в агр. Копти Витебского района[1]. Одна из экспозиций в школьном музее посвящена Г. С. Григорьеву.